# Сокурала
Сокурала (на френски: Sokourala) е град и субпрефектура в Южна Гвинея, регион Нзерекоре, префектура Бейла. Населението на общината през 2014 година е 8935 души.

## Населени места
Общината има 4 населени места:
- Оросиа (на френски: Orossia)
- Сукурала (на френски: Soukourala)
- Танинду (на френски: Tanindou)
- Форомаро (на френски: Foromaro)